# 拐轴鸦葱属
拐轴鸦葱属（学名：Lipschitzia）为菊科的一个属。2020年，从广义鸦葱属(Scorzonera L. s. l.)独立出来。

## 下属物种
本属包括以下物种：
- 拐轴鸦葱 Lipschitzia divaricata (Turcz.) Zaika, Sukhor. & N.Kilian, 2020